# Creobroter granulicollis
Creobroter granulicollis es una especie de mantis de la familia Hymenopodidae.

## Distribución geográfica
Se encuentra en Java, Sumatra, Borneo, Tailandia y Malasia.